# 그린란드의 문장

그린란드의 문장

그린란드의 문장은 그린란드를 대표하는 문장으로, 파란색 방패 안에 하얀색 북극곰이 그려져 있는 모습이다. 지금의 문장은 지난 1989년에 제정되었다.

## 역사
그린란드의 문장은 1666년 프레데리크 3세 재위 시기에 덴마크의 문장과 겸하는 것으로 처음 제정되었다. 이 당시 문장은 지금은 그린란드에서도 덴마크에서도 쓰진 않지만 덴마크 왕실 문장으로는 여전히 남아 있다. 덴마크에서 북극곰 문장이 처음 등장하였을 때, 북극곰 그림은 평상시 네발로 걸어다는 모습으로 그려졌지만 1819년 서 있는 자세로 바뀌었다.
1470년 영국의 〈런던 롤〉(London Roll)이라는 고문서에서는 '그렌랑의 문장' (Le Roy de Greneland)이란 설명이 붙은 문장이 소개되어 있는데 여기서는 세 마리의 새가 북극곰을 에워싸는 모습이다. 하지만 이 문장이 실제로 특정 왕실이나 직함을 반영한 것은 아니며, 그저 그린란드를 통치하는 누군가가 썼던 것으로 추정될 뿐이다.
오늘날 사용되고 있는 그린란드 정부 문장은 그린란드의 예술가 젠스 로싱이 제작한 것으로 1989년 5월 1일 그린란드 의회의 승인을 받아 제정되었다. 문장 속 북극곰은 그린란드의 동물상을 상징하며 푸른 바탕은 그린란드가 접해 있는 대서양과 북극해를 상징한 것이다. 그린란드 문장의 기원이 된 덴마크 왕실 문장 속의 북극곰은 오른발을 세우고 있지만, 그린란드 문장 속의 북극곰은 왼발을 세우고 있다. 이는 그린란드의 이누이트족들이 예로부터 북극곰은 왼손잡이라고 믿어왔던 것을 반영한 바다. 그린란드의 덴마크 정부 대표부에서도 이와 비슷한 문장을 쓰지만 여기서 등장하는 북극곰은 본국과 마찬가지로 오른발을 세우고 있으며, 방패 문양 위에 왕관이 씌워져 있다.
그린란드 문장에 대한 해설 (블레이즌)은 "Azure, a polar bear rampant argent" (푸른색에 뒷발로 선 은색 북극곰)이다. 북극곰이 어느 발을 세우고 있는지에 대해서는 설명하고 있지 않기 때문에, 문장의 모습이 다른 점을 두고 논란이 생기지는 않고 있다. 한편 그린란드의 완전 독립을 지지하는 쪽에서는 뒷배경을 초록색으로 대체한 문장을 쓰기도 한다.

## 갤러리

그린란드의 옛 문장
그린란드 주의 문장

## 같이 보기
- 그린란드의 기
- 덴마크의 국장